# كهف الجارة
كهف الجارة هو كهف يقع في الصحراء الغربية المصرية، بالقرب من واحة الفرافرة بمحافظة الوادي الجديد.

## اكتشاف
اكتشف كهف الجارة عام 1873 على يد المكتشف الألماني جيرها رد رولفز. جرى أول مسح أثري على أسس علمية للرسوم الموجودة بالكهف في العام 1990 على يد مجموعة من المتخصصين في هذا المجال من كولونيا وبرلين والقاهرة. وفي بداية عام 1999 وحتى العام 2002 درست الرسوم والزخارف ضمن مشروع علمي متكامل.
يقع الكهف في منطقة من الحجر الجيري إلا أن التحاليل الجيولوجية أثبتت أن الرسوبيات تتكون فقط من الحجر الرملي.

## وصف
يتميز الكهف جيولوجياً برسوبيات الصواعد والنوازل. نشأ الكهف نتيجة النتحت الطبيعي للماء، وتصل ارتفاعات التكوينات الرسوبية حسب وصف رولفز إلى ثلاثة أو أربعة أقدام. الأشكال الرسوبية النازلة والصاعدة بالكهف أشبه ما تكون بشلالات مياه متجمدة، وهي نتيجة لملايين من الأمتار المكعبة من المياه الأرضية التي تسربت خلال رمال الصحراء منذ ملايين من السنين وخلقت هذا الكهف الارضى ثم جرى ترسيبها وتكثيفها بفعل الحرارة الشديدة. يتكون مدخل الكهف من فتحة صغيرة في مستوى سطح هضبة الحجر الجيري التي يقع بها الكهف يؤدى إلى ممر صغير ضيق يشكل مهبطاً مليئاً بالرمال التي تزحف بفعل الرياح من خارج الكهف إلى داخله.

## الوجود البشري
تمثل الرسوم الجدارية في الكهف الأنشطة المعتادة لإنسان تلك المنطقة مثل الصيد واللعب، وترجع الرسوم إلى عصر الهولوسيني الرطب.